# Светлый (Светлинский район)
Све́тлый — посёлок (в 1960—1999 — посёлок городского типа) в Оренбургской области, административный центр Светлинского района и Светлинского поссовета.
Распоряжением Правительства РФ от 29 июля 2014 года № 1398-р «Об утверждении перечня моногородов» посёлок включён в категорию «Монопрофильные муниципальные образования Российской Федерации (моногорода) с наиболее сложным социально-экономическим положением».

## История
Основан в 1960 году как опорный пункт разработки Буруктальского месторождения никелевых руд. Наименованием поселок обязан тому, что по числу светлых, солнечных дней Оренбургская область ненамного уступает Крыму. Кроме того, топоним выглядел символом светлых идеалов первостроителей.

## Население
| 1970   | 1979    | 1989    | 2002  | 2010  | 2012  | 2013  |
| ------ | ------- | ------- | ----- | ----- | ----- | ----- |
| 16 629 | ↘11 653 | ↘10 339 | ↘9026 | ↘7992 | ↘7878 | ↗7900 |
| 2014   | 2021    |         |       |       |       |       |
| ↘7796  | ↘6853   |         |       |       |       |       |

## Транспорт и промышленность
В посёлке действует аэродром с которого 4 раза в неделю выполняется рейс УЭ-108 в Орск на самолёте АН-2.
В посёлке расположена железнодорожная станция Рудный Клад (на линии Орск — Рудный Клад). Со этой станции ежедневно (кроме вторника и среды) отправляется один поезд до станции Орск, возвращающийся в Светлый к вечеру.
Населенный пункт специализировался на производстве строительных материалов и производстве ферроникеля.
В посёлок проведен газопровод[когда?]

[значимость факта?].